# Carcedo de Burgos
Carcedo de Burgos es una localidad y un municipio situados en la provincia de Burgos, en la comunidad autónoma de Castilla y León (España), comarca de Alfoz de Burgos, partido judicial de Burgos, cabecera del ayuntamiento de su nombre.

## Geografía
Tiene un área de 25,68 km² con una población de 291 habitantes (INE 2008) y una densidad de 11,33 hab/km².
Al municipio pertenece la localidad de Modúbar de la Cuesta.

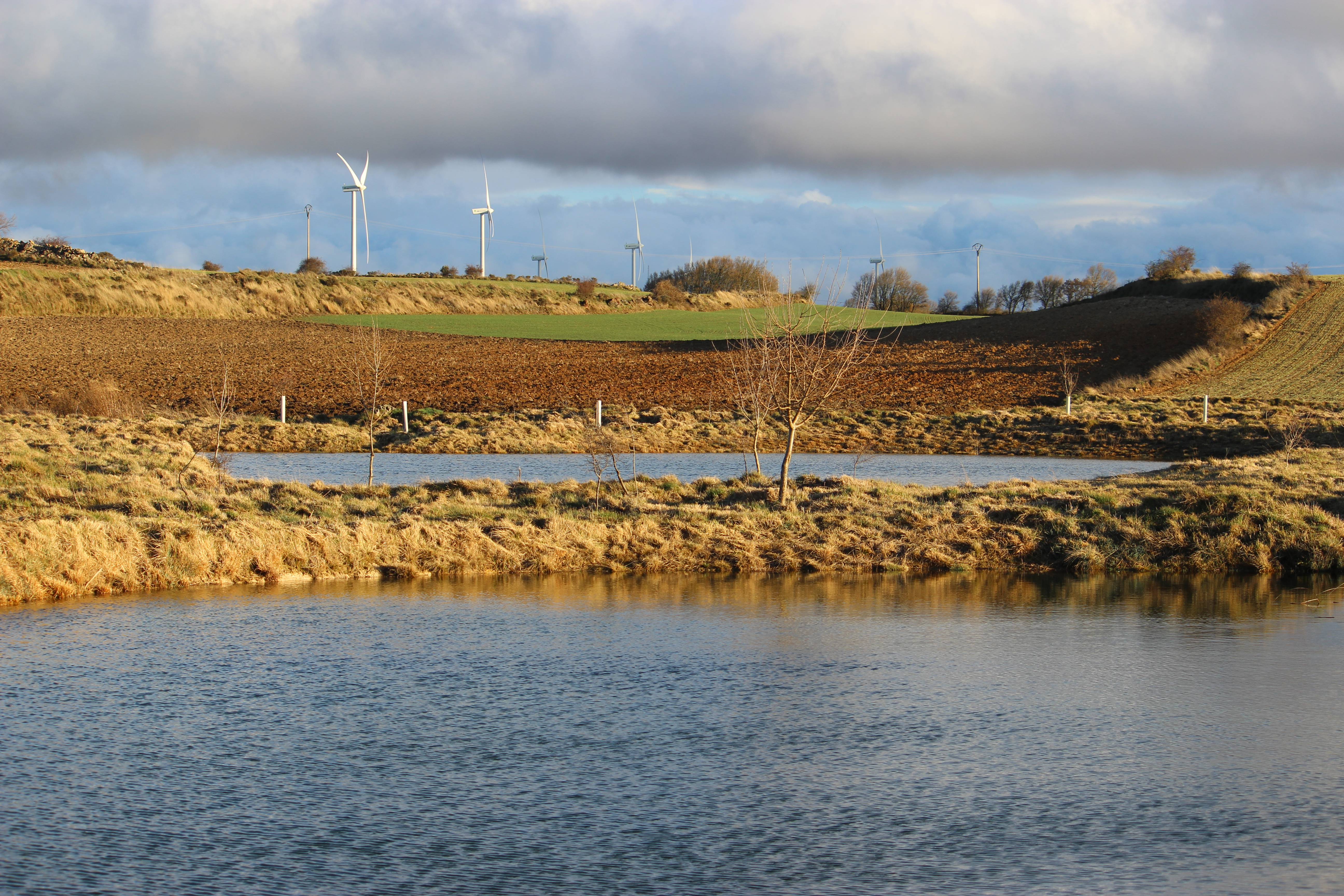
Vista de las lagunas de Carcedo.

En las inmediaciones del pueblo se encuentran diversos atractivos naturales. Por un lado, está el robledal del Berzal, un bosque que incluye algunos árboles centenarios y singulares, los cuales conservan las marcas de los usos tradicionales, cuando el robledal estaba adehesado. El propio robledal sería el que habría dado el nombre toponímico de Carcedo al pueblo, derivando Karceto del nombre latino de los robles, Quercus. En este mismo robledal, se pueden encontrar varios manantiales, entre los que destaca la fuente de Balde Olmos, junto a la que se han recuperado unas charcas que dan cobijo a diferentes especies de anfibios.
Por otro lado, tras la instalación de molinos eólicos en las inmediaciones del pueblo por parte de la empresa EDP, en 2013 se recuperaron las lagunas de Carcedo, unas balsas de agua naturales que se han convertido en abrevadero para diferentes especies esteparias de la zona.

## Demografía
Carcedo de Burgos cuenta con una población de 485 habitantes (INE 2024).
| Gráfica de evolución demográfica de Carcedo de Burgos entre 1842 y 2021 |
| |
| Población de derecho según los censos de población del INE. Población de hecho según los censos de población del INE.Entre el censo de 1857 y el anterior, crece el término del municipio porque incorpora a Modúbar de la Cuesta. |

| 1991 |  | 1996 |  | 2001 |  | 2004 |
| ---- |  | ---- |  | ---- |  | ---- |
| 107  |  | 139  |  | 178  |  | 45   |

## Símbolos
Escudo partido. Primero, de gules con un castillo de oro, con tres donjones almenados, el central más alto, mazonado de sable y aclarado de azur. Segundo, de plata con una encina arrancada de su color. Entado en punta de oro con una cabeza de oveja churra, de su color. Timbrado de la Corona Real Española.
Bandera cuadrada, o de 1:1. A la derecha de la bandera y junto al mástil, franja de 0,25 de ancho, de color rojo; en el centro, franja de 0,50 de ancho y de color blanco y, a la izquierda, franja de 0,25 de ancho y de color verde. En el corazón de la bandera campeará el escudo municipal.

## Administración y política

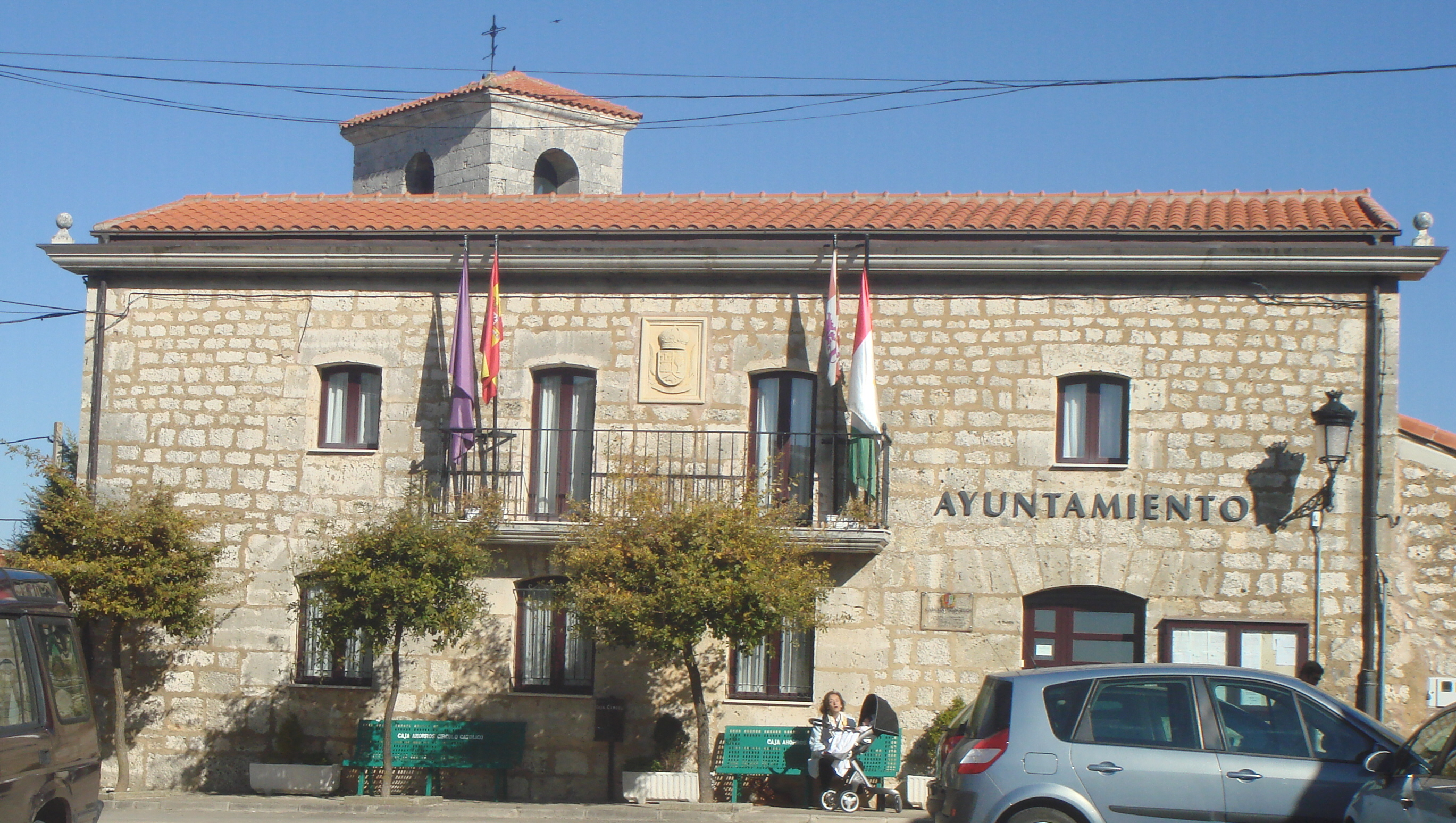
Casa consistorial en 2007.

Pertenece a la Mancomunidad Ribera del río Ausín y Zona de San Pedro de Cardeña así como a la Agrupación para sostenimiento de Secretario Común de los municipios de Cardeñajimeno , Castrillo del Val y Carcedo de Burgos, el número de habitantes de derecho de los municipios a agrupar, según el correspondiente padrón municipal de primero de abril de 1986, es un total de 554 habitantes. En 2007 son 1843.

## Historia
Lugar que formaba parte, del Alfoz y Jurisdicción de Burgos en el partido de Burgos, uno de los catorce que formaban la Intendencia de Burgos durante el periodo comprendido entre 1785 y 1833, tal como se recoge en el Censo de Floridablanca de 1787. Tenía jurisdicción de abadengo, dependiente del Monasterio de Benitos de Cardeña, con alcalde pedáneo.
Así se describe a Carcedo de Burgos en el tomo V del Diccionario geográfico-estadístico-histórico de España y sus posesiones de Ultramar, obra impulsada por Pascual Madoz a mediados del siglo XIX:

Lugar con ayuntamiento en la provincia, partido judicial, diócesis, audiencia territorial y capitanía general de Burgos (1 ½ leguas); Situado en una loma pedregosa, con buena ventilación y clima sano, no conociéndose por lo común otras enfermedades de consideración que las producidas por el cambio de las estaciones. Tiene 20 casas, con otros tantos pajares y tinadas, la de ayuntamiento, una escuela de primeras letras concurrida por 10 niños de ambos sexos, cuyo maestro está dotado con 20 fanegas de trigo anuales, una iglesia parroquial (San Román) servida por un cura párroco, y 10 fuentes de buenas aguas fuera de la población, para el consumo del vecindario. Confina su término N Castrillo del Val; E Modúbar de San Cebrián; S Modubar de la Cuesta y O Cardeñadijo. El terreno es pedregoso, y de mala calidad; hay un monte situado al oriente de roble grueso, y un prado natural que cría la yerba que llaman Vallico. Los caminos son de pueblo a pueblo en mediano estado; y la correspondencia se recibe de Burgos todos los días. Producciones: trigo, centeno, cebada, yeros, lentejas, arvejas, titos, avena y algunos garbanzos; ganado vacuno, lanar y asnal. La industria de sus habitantes está reducida únicamente a la agricultura. Población: 21 vecinos, 85 almas. Capital productivo: 492.810 reales. Imponible: 46.696. Contribución: 2.673 reales 28 maravedíes. El presupuesto municipal asciende a 300 ducados, los que se cubren por repartimiento vecinal.
Diccionario geográfico-estadístico-histórico de España y sus posesiones de Ultramar